# Paragorgiidae
Paragorgiidae is een familie van zachte koralen uit de orde van Alcyonacea.

## Geslachten
- Paragorgia Milne Edwards, 1857
- Sibogagorgia Stiasny, 1937